# Lampedo
Lampedo (en grec 'llanterna ardent'; també Lampeto) és una reina amazona esmentada a la historiografia romana. Va governar amb la seva germana Marpesia i es feien anomenar filles de Mart per terroritzar els seus enemics, fent-los saber que eren guerreres ferotges. S'especula que el seu nom podria fer referència a les tradicionals processons amb torxes que es feien en lluna nova en honor d'Artemis, dea de la caça.
La història del naixement de la nació de les Amazones va ser recopilada per Èfor, un escriptor del segle iv aC. Una facció aristocràtica va enviar Sylisios i Scolopicus, homes de sang reial d'Escitia, a l'exili. Tots ells es van traslladar al riu Thermodon a Capadòcia i van conquerir les terres dels voltants, saquejant els pobles i matant la majoria d'homes. Les seves vídues es van reunir en una tribu i van lluitar fins que van fer fora els enemics per, posteriorment, continuar lluitant amb els països veïns.
Després van demanar la pau als seus enemics. Per assegurar-se la successió reial van tenir relacions íntimes amb els homes de les àrees adjacents i un cop que van saber que estaven embarassades, van tornar a casa. Els nadons mascles eren assassinats immediatament i les femelles eren educades per esdevenir guerreres excepcionals. El pit dret de les noies joves es lligava o, fins i tot, es treia, perquè no entorpís a l'hora de fer servir els arcs. El pit esquerre el deixaven per poder criar els futurs nadons. Aquesta pràctica va ser anomenada en l'etimologia popular, amazona (del grec, a- 'sense' i mazos- 'pit').
Molts autors descriuen la fundació de la nació amazona d'una forma similar, entre d'altres Diodor de Sicilia, Xenofont, Pau Orosi i l'historiador llatí Justí.